# Хаберман, Эрнст
Эрнст Ричард Хаберман (Ernst Richard Habermann; 31 июля 1926 года, Гёссенхайм, Германия — 22 января 2001 года) — немецкий фармаколог и токсиколог, специалист по зоотоксинологии. Член Леопольдины (1971). Отмечен премией им. Ф. Реди Международного общества токсикологии (1962).
Диссертацию защитил на медицинском факультете Вюрцбургского университета в 1951 году, и затем работал там же ассистентом. После — доцент в Фармакологическом институте, затем профессор.
В 1966—1993 гг. возглавлял Институт фармакологии им. Рудольфа Бухгейма (Rudolf-Buchheim-Institut für Pharmakologie) Гисенского университета.
С 1979 по 1982 год был президентом Немецкого общества экспериментальной и клинической фармакологии и токсикологии (Deutsche Gesellschaft für Experimentelle und Klinische Pharmakologie und Toxikologie). Являлся членом сената Немецкого научно-исследовательского общества.
В центре его научного интереса были зоотоксины.
Также известен исследованием эффекта ноцебо. Выступал против шарлатанства.
Отмечен премией им. Аронсона (1973) и Фондом Фельдберга (1977).
Награждён Орденом «За заслуги перед Федеративной Республикой Германия» (1978).
Работы
- Habermann E, Reiz KG. On the biochemistry of bee venom peptides, melittin and apamin. Biochem Z. 1965 Nov 15;343(2):192-203. (In German)
- Habermann E. Bee and wasp venoms. Science. 1972 Jul 28;177(4046):314-22.